# 后河沿清真寺
后河沿清真寺，位于北京市西城区广安门内顺河一巷23号，是一座伊斯兰教清真寺。

## 简介
后河沿清真寺位于广内街道三庙社区。1986年，后河沿清真寺恢复开放，并重新开展宗教活动。后河沿清真寺占地面积885平方米。
1998年，牛街礼拜寺的阿訇李守卫主动请调到后河沿清真寺。当时后河沿清真寺年久失修，因地势低洼而积存夏季雨水，讲经堂漏雨成为危房。李守卫和后河沿清真寺管理委员会主任铁广会老人依靠有限的捐款不断修补清真寺。2007年，宣武区人民政府拨款120万元给后河沿清真寺作为维修资金。李守卫和寺管会成员商定采取“逐步完善”的思路，将这120万元用于重建盥洗水房，作为后河沿清真寺重建的第一期工程。水房修好后，成为北京清真寺水房的样板。2009年7月，后河沿清真寺危房改造工程竣工，此次工程的费用中，有广内街道出资支援，受到辖区穆斯林好评。
2012年，西城区人民政府拨款800多万元，作为后河沿清真寺二期重建工程全款。2012年8月，礼拜殿及附属建筑的招标工作完成并破土动工。